# 오이정 (후쿠이현 오이군 2006년)
오이정(大飯町)은 후쿠이현 오이군에 설치되었던 정이다. 2006년 오뉴군 나타쇼촌과 합병하여 같은 발음의 오이정(おおい町)이 신설되고 폐지되었다.

## 역사
- 1955년 1월 15일 사부리촌 및 혼고촌, 오시마촌 등 3개 촌이 합병, 오이정이 신설
- 2006년 3월 3일 오이정 및 나타쇼촌 등 2개 정·촌이 합병, 오이정이 신설되고 폐지되었다.